# Potamophylax gurunaki
Potamophylax gurunaki là một loài Trichoptera trong họ Limnephilidae. Chúng phân bố ở miền Cổ bắc.